# Lista do Património Cultural Imaterial da Humanidade na Rússia

A Organização das Nações Unidas para a Educação, a Ciência e a Cultura (UNESCO) propôs um plano de proteção ao patrimônio cultural do mundo, através da Convenção sobre o Patrimônio Cultural Imaterial da Humanidade, cujo processo de implementação teve início em 1997 e foi oficializado em 2003. Esta é uma lista do Patrimônio Cultural Imaterial existente na Rússia, especificamente classificada pela UNESCO visando catalogar e proteger manifestações da cultura humana no país. A Rússia não ratificou a convenção, no entanto, suas manifestações culturais são consideradas elegíveis para inclusão na lista.
As manifestações Espaço e cultura orais dos Semeiskie e Olonkho, épico heróico dos Iacutos foram as primeiras manifestações da Rússia incluídas na lista do Patrimônio Cultural Imaterial da UNESCO por ocasião da 3.ª Sessão do Comitê Intergovernamental para a Proteção do Patrimônio Cultural Imaterial da Humanidade, realizada em Istambul (Turquia) em 2008. Desde a mais recente adesão à lista, a Rússia totaliza 2 elementos culturais classificados como Patrimônio Cultural Imaterial.

## Bens imateriais
A Rússia conta atualmente com as seguintes manifestações declaradas como Patrimônio Cultural Imaterial pela UNESCO:
| | Espaço e cultura oral dos Semeiskie |
| Bem imaterial inscrito em 2008. |                                     |
| As comunidades Semeiskie são formadas por um grupo dos chamados "Velhos Crentes", uma comunidade confessional originária da época da Instigação da Igreja Ortodoxa Russa no século XVII. Sua história é marcada pela repressão e exílio. Durante o reinado de Catarina, a Grande, os crentes no "velho sistema" de várias regiões da Rússia tiveram que se mudar para a região de Transbaikal na Sibéria, onde ainda vivem hoje. Nesta área remota, eles preservaram elementos de sua respectiva cultura, formando uma identidade de grupo distinta. (UNESCO/BPI) |                                     |

| | Olonkho, épico heróico dos Iacutos |
| Bem imaterial inscrito em 2008. |                                    |
| Uma das artes épicas mais antigas dos povos turcos, o termo Olonkho refere-se a toda a tradição épica Yakut, bem como ao seu épico central. Hoje, ainda é incidentalmente realizado na República Sakha, situada no extremo leste da Federação Russa. Os contos poéticos, que variam de 10 a 15.000 versos de extensão, são executados pelo cantor e contador de histórias Olonkho em duas partes: uma parte cantada em verso alternada com a parte prosaica composta de recitativos. Além de possuir boas habilidades de atuação e canto, o narrador deve ser um mestre da eloquência e da improvisação poética. O épico consiste em inúmeras lendas sobre guerreiros antigos, divindades, espíritos e animais, mas também aborda eventos contemporâneos, como a desintegração da sociedade nômade. (UNESCO/BPI) |                                    |